# Alcadari
Alcadari (em árabe: الخضاري; romaniz.: Al-Khadari) é uma cidade da província de Daira e do vilaiete de Danque, no Omã. No censo de 2010, tinha 70 habitantes, todos omanis. Compreende área de 0,4 quilômetro quadrado.